# 1818 Brahms
1818 Brahms (1939 PE) là một tiểu hành tinh vành đai chính được phát hiện ngày 15 tháng 8 năm 1939 bởi Karl Reinmuth ở Heidelberg. Nó được đặt theo tên the composer Johannes Brahms.